# ضوريات
الضوريات (الاسم العلمي: Zeiformes) هي رتبة من الأسماك تتبع طائفة الأسماك العظمية من شعبة الحبليات. وهي مجموعة من أسماك الطعام (food fish) الشائعة. تتكون الرتبة مما يقرب من 40 نوعًا في 7 فصائل، أغلبها من الأنواع التي تعيش في أعماق البحار. وعادة ما تكون أجسام الضوريات رفيعة وقاتمة. يتصف الفم بالكبر، وفكين قابلين للتمدد، مع عدم وجود حَجَاجِيٌّ وَتَدِيّ. يوجد في الزعانف الحوضية من 5 إلى 10 خطوط عظمية ناعمة مع إمكانية وجود شوكة بها، ومن 5 إلى 10 شوكات في الزعنفة الظهرية، وقد تصل عدد الشوكات في الزعنفة الشرجية إلى أربع. وهي تتراوح في حجمها بين الضوري القصير (بالإنجليزية: Dwarf Dory)‏ (الاسم العلمي:Macrurocyttus acanthopodus) عند 43 مليمتر (1.7 بوصة) طولاً، وضوري رأس الرجاء (الاسم العلمي:Zeus capensis) الذي يصل إلى 90 سنتيمتر (35 بوصة).
إن تصنيف أسماك المجري (كابرويدي) (Caproidae) في هذه الرتبة غير مؤكد، نظرًا لأن لديها الكثير من سمات البرسيفورم (perciform)، على سبيل المثال في الهيكل العظمي الذيلي.

## الفصائل
- رتيبة الضورياويات (Zeioidei)
  - الفصيلة كيتيدي (Cyttidae)
  - الفصيلة غراميكوليبيدايدي (Grammicolepididae)(السمك المبهرج)
  - الفصيلة أريوسوماتيدي (Oreosomatidae)
  - الفصيلة برازينيدي (Parazenidae)
  - الفصيلة الضورية (الاسم العلمي:Zeidae)
  - الفصيلة زنيونيدي (Zenionidae) (زنيوتدس) (معروف سابقًا ماكروروكيتيدي) (Macrurocyttidae)
- رتيبة الكابرويداي (Caproidei)
  - الفصيلة الكابرويدية (Caproidae)(أسماك المجري)